# Белокрылая лазоревая сорока
Белокрылая лазоревая сорока (лат. Urocissa whiteheadi) — вид воробьинообразных птиц из семейства врановых. Видовое название дано в честь британского исследователя Джона Уайтхеда (1860—1899). Иногда вид помещают в собственный монотипический род Cissopica.

## Распространение
Выделяют два подвида. Номинативный обитает на Хайнани, а xanthomelana в южном Китае, северном Вьетнаме, северном и центральном Лаосе. Подвиды достаточно различны между собой. Для разрешения вопроса о том, не следует ли считать их отдельными видами, требуются дополнительные исследования.

## Описание
Длина тела составляет 43—46 см, масса 200 г. Отличаются от других представителей своего рода лазоревых сорок чёрно-белой окраской при отсутствии голубого оперения.